# دانیلو کیش
دانیلو کیش (به صربی: Danilo Kiš) (زاده ۲۲ فوریه ۱۹۳۵ در سوبُتیتسا - درگذشت ۱۵ اکتبر ۱۹۸۹ در پاریس) نویسنده یوگسلاوی (صربستانی) بود.
او یکی از مهم‌ترین چهره‌های ادبی یوگسلاوی پیشین بود. دوران کودکی و نوجوانی را در مجارستان و مونته نگرو سپری کرد. تحصیلات اَش را در رشته ی ادبیات عمومی و تئوری ادبیات در بلگراد به پایان برد و سپس استاد زبان صربی – کرواتی در دانشگاه‌های استرازبورگ و بوردو شد. او آثار ادبی ارزشمندی را از زبان‌های فرانسوی، مجاری و روسی به زبان صربی ترجمه کرد. دانیلو کیش در طول زندگی تلاش کرد تا دو واقعه ی «نازیسم» و«استالینیسم» را که او و خانواده اش با پوست و گوشت خود تجربه کرده بودند بدون مصیبت پردازی روایت کند.
از آثار وی کتاب «گورخانه‌ای برای بوریس داویدُویچ» (Grobnica za Borisa Davidoviča)توسط ابتهاج نوایی به زبان فارسی ترجمه و توسط نشر نیکا چاپ شده‌است.

## آثار
- اتاق زیر شیروانی: شعر طنز - رمان– 1962
- مزامیر 44 - رمان– 1962
- باغ، خاکستر - رمان – 1965
- اِلِکترا – نمایش - 1967
- شوربختی‌های زودرس: برای کودکان و احساساتی‌ها - مجموعه داستان- 1970
- ساعت شنی – رمان- 1970
- طوطی – نمایش - 1970
- شعر – اخلاق – مقالات– 1972
- شعر – اخلاق، کتاب دوم – 1974
- صندوق قدیمی توماس وولف – نمایش - 1974
- گورخانه‌ای برای بوریس داویدُویچ – هفت گفتار از یک سرگذشت مشترک – مجموعه داستان – 1976
- درس کالبدشناسی – مباحثات – 1978
- شب و مِه – نمایش – 1983
- { هومو پوئتیکوس}، انسان شاعرانه – مقاله‌ها و مصاحبه‌ها – 1983
- دانشنامه ی مردگان– مجموعه داستان– 1983

و کتاب‌هایی که پس از مرگ منتشر شده اند:
- پس مانده‌های تلخ تجربه– مصاحبه– 1990
- زندگی، ادبیات – مقالات– 1990
- شعرها و ترانه‌ها – 1992 – شعر و ترجمه
- بربط و آثار زخم – 1994 – مجموعه داستان
- انبار – مقاله و داستان – 1995
- گزارش – مقاله و داستان – 1995
- شعر، اِلِکترا – شعر و انطباقِ نمایشِ اِلِکترا - 1995

## جوایز
-	جایزه ی نین NIN برای کتاب ساعت شنی به عنوان کتاب سال 1972
-	جایزه ی گُرانُوا Goranova برای کتاب گورخانه‌ای برای بوریس داویدُویچ به عنوان بهترین کتاب سال 1977
-	جایزه ی عقاب بزرگ طلایی شهر نیس Grand aigle d`or de la ville de Nice برای فعالیت ادبی - فرانسه، 1980
-	جایزه ی ایوو آندریچ برای کتاب دانشنامه ی مردگان به عنوان کتاب سال 1983
-	جایزه ی اسکندر کولِنُویچ 1984
-	جایزه ی هفتم ژوئن Preis des Literaturmagazins - آلمان، 1988
-	جایزه ی Premio letterario Tevere – ایتالیا، 1988
-	جایزه ی Bruno Schulz Prize – آمریکا، 1989